# Harratried
Harratried (westallgäuerisch: Harratriərd) ist ein Gemeindeteil der Gemeinde Röthenbach (Allgäu) im bayerisch-schwäbischen Landkreis Lindau (Bodensee).

## Geographie
Das Dorf liegt circa vier Kilometer nordwestlich des Hauptorts Röthenbach und zählt zur Region Westallgäu. Nördlich der Ortschaft verläuft die Obere Argen.

## Geschichte
Harratried wurde erstmals im Jahr 1390 urkundlich als „Harratriet“ erwähnt. Der Ortsname leitet sich vermutlich  vom weiblichen Personennamen Harirat oder Hartarat und vom mittelhochdeutschen Wort riet für „gerodeter Grund“ ab. Der Ortsname lässt auf eine Benennung des Orts vor dem Jahr 900 hindeuten. Im 17. Jahrhundert wurde die Katholische Kapelle St. Rochus erbaut. 1769 fand die Vereinödung in Harratried statt.

## Baudenkmäler
- Siehe auch: Liste der Baudenkmäler in Harratried